# Wiskitno A-Las
Wiskitno A-Las (także Wiskitno A) – dawna wieś, obecnie osiedle na Górnej w Łodzi, w obrębie osiedla administracyjnego Wiskitno. Leży na południu miasta, wzdłuż środkowej sekcji ulicy Kolumny.

## Historia
Dawniej samodzielna miejscowość (wieś i folwark). Od 1867 w gminie Wiskitno. W okresie międzywojennym należało do powiatu łódzkiego w woj. łódzkim. W 1921 roku wieś Wiskitno A liczyła 204 mieszkańców, a folwark Wiskitno A Las zaledwie 4 mieszkańców. 1 września 1933 utworzono gromadę (sołectwo) Wiskitno A. Las w granicach gminy Wiskitno, składającą się ze wsi Wiskitno A Las i folwarku Wiskitno A.
Podczas II wojny światowej włączone do III Rzeszy. Po wojnie Wiskitno A-Las powróciło do powiatu łódzkiego w woj. łódzkim jako jedna z 12 gromad gminy Wiskitno. W związku z reorganizacją administracji wiejskiej jesienią 1954, Wiskitno A-Las (bez terenów PKP) weszło w skład nowej gromady Wiskitno. 29 lutego 1956 Wiskitno A Las wyłączono z gromady Wiskitno, włączając je do gromady Andrzejów w tymże powiecie. 30 czerwca 1963 zniesiono gromadę Andrzejów, a z jej obszaru (oraz z obszaru zniesionej gromady Andrespol) utworzono osiedle Andrespol w tymże powiecie. Tak więc w latach 1963–1972 Wiskitno A-Las stanowiło integralną część Andrespola.
Od 1 stycznia 1973 ponownie samodzielna miejscowość, tym razem w gminie Brójce w powiecie łódzkim. W latach 1975–1987 miejscowość należała administracyjnie do województwa łódzkiego.
1 stycznia 1988 Wiskitno A Las (208,81 ha) włączono do Łodzi.